# 駒場学園高等学校
駒場学園高等学校（こまばがくえんこうとうがっこう）は、東京都世田谷区代沢に所在する私立高等学校。

本校は、戦前に当地にあった陸軍獣医学校の関係者が、当時国家資格だった装蹄師の養成を行うために設立したもので、旧制時代は日本装蹄学校（にほんそうていがっこう）という現在の専修学校に相当する組織だった。現在でも、普通科と、学校教育法上の専門教育を主とする学科にあたる食物調理科の2つを設けている。

## 沿革
- 1947年（昭和22年） - 母体である日本装蹄学校が開校
- 1948年（昭和23年） - 学制改革により日本装蹄高等学校となる。日本装蹄協会（現・日本装削蹄協会）本部を併設。
- 1951年（昭和26年） - 日本装蹄畜産高等学校に改称
- 1956年（昭和31年） - 駒場学園高等学校に改称。普通科・農業科を設置
- 1974年（昭和49年） - 食物調理科を新設し、普通科・装蹄畜産科の三科となる
- 1991年 - 普通科に特別進学コースを設置
- 1992年 - 装蹄畜産科、装蹄師の養成課程を装蹄協会が自ら運営する『装蹄教育センター』に一本化するため、募集停止
- 1993年 - 普通科を男女共学化し、男女共学化
- 1994年 - 装蹄畜産科を廃止
- 1996年 - 食物調理科を男女共学化し、完全男女共学化
- 2000年 - 装蹄畜産科廃止後も校内に事務所を構えていた日本装蹄師会が同じ世田谷区の上用賀にあるJRA馬事公苑内に移転[1]。普通科教室の拡張に着手
- 2001年 - 普通科に理数情報コースを設置
- 2004年 - 普通科の理数情報コースを募集停止。普通科に国際情報コースを設置
- 2008年 - 普通科の国際情報コースを国際コースに改称
- 2009年 - 普通科の一般コースを進学コースに改称
- 2017年 - 創立70周年を期に、平成29年度生より、学校制服をリニューアル

## 設置学科

### 全日制課程
- 普通科

普通科には個性を重視した特別進学コース、国際コース、進学コースという3つのコースがある。
また、進学コースの中でもスポーツ推薦入学向けのスポーツクラス、一般受験で大学進学を狙う上位指導クラスに細分化される。
- 食物調理科

東京都知事（2015年までは厚生労働大臣）認定調理師養成施設であり、卒業と同時に調理師の免許が取得できる。

## 部活動
- 硬式野球部

日本大学から横浜ベイスターズに入団した那須野巧や、四国アイランドリーグを経て東京ヤクルトスワローズに入団した伊藤秀範、そして社会人野球を経て中日ドラゴンズに入団した遠藤一星などを輩出している。
- アメリカンフットボール部

現在、大学リーグや社会人アメリカンフットボール（Xリーグ）で活躍する選手を多数輩出している。著名な選手では富士通フロンティアーズの中村輝晃クラーク選手やIBM ビッグブルーの栗原嵩選手などがあげられる。現役を退いてはいるがアサヒビールシルバースターズの波木健太郎も駒場学園出身である。

## 著名な卒業生

### スポーツ
- 住吉りをん（フィギュアスケート選手）
- 無良崇人（元フィギュアスケート選手）
- 永井優香（元フィギュアスケート選手）
- 遠藤一星（元プロ野球選手）
- 那須野巧（元プロ野球選手）
- 伊藤秀範（元プロ野球選手）
- 波木健太郎（元アメリカンフットボール選手）
- 小平智（プロゴルフ選手）

### 芸能・マスコミ
- ベッキー（タレント）
- ノリ（お笑い芸人、パピヨン、アメフト部出身）
- 勝田和宏（テレビ朝日元アナウンサー、記者）
- 髙橋大輔（フリーアナウンサー、プロレス実況者、スタジアムDJ）